# Jade (film)
Jade este un film erotic thriller american produs în anul 1995 sub regia lui William Friedkin.

## Acțiune
David Corelli, un procuror din  San Francisco, petrece seara la prietenii săi  Trina și Matt Gavin, de unde este chemat la locuința unui milionar omorât. În seiful milionarului, procurorul găsește fotografii cu poziții intime sexuale, care-l compromit pe guvernatorul statului California. În urma cercetărilor, el descoperă că femeia din poze este o prostituată numită Jade și care era pseudonimul Tinei, fata cu care procurorul și-a petrecut seara. Corelli începe să o bănuiască pe Tina de a fi implicată în crimă. Aceasta îl vizitează pe procuror și caută să-l seducă. În acest timp este comisă încă o crimă, cea ce îl convinge pe Corelli de nevinovăția Tinei. Matt Gavin, soțul Tinei, este atacat de doi răufăcători, dar reușește să scape cu viață. Procurorul care descoperă că atacul a fost făcut de lucrători de la justiție, îl avertizează pe guvernator să înceteze acțiunile de atac asupra prietenilor săi. Tina găsește în locuința sa alte poze care-l compromit pe guvernator. Matt Gavin recunoaște în cele din urmă că după ce l-a ucis pe milionar, el a adus pozele acasă.

## Distribuție
- Linda Fiorentino: Trina Gavin
- Chazz Palminteri: Matt Gavin
- Richard Crenna: Lew Edwards
- Michael Biehn: Bob Hargrove
- Angie Everhart: Patrice Jacinto